# Sapromyza quadridentata
Sapromyza quadridentata är en tvåvingeart som beskrevs av Mitsuhiro Sasakawa 2001. Sapromyza quadridentata ingår i släktet Sapromyza och familjen lövflugor. Inga underarter finns listade i Catalogue of Life.